# Яхнін Рудольф Мойсейович
Яхнін Рудольф Мойсейович ( рос. Яхнин Рудольф Моисеевич 1938 —1997 )— російський художник, графік. Член союзу художників з 1972 року.

## Життєпис
Народився в Ленінграді. Як згадував пізніше, в 11 років  «захворів музеями», часто відвідував Державний Ермітаж та Російський музей. Це призвело до рішення самому стати художником. 
Художню майстерність опановував в Інституті живопису, скульптури і архітектури імені Рєпіна (радянська назва Петербурзької Академії мистецтв в Петербурзі), де навчався шість років в майстерні  професора М. А. Таранова (графічний факультет). Дипломною роботою випускника став цикл ілюстрацій до книги Тинянова «Воскова персона».
Працював з низкою письменників, котрі переважно створювали книги історичної тематики доби початку 18 століття та на морську тематику. Майстер міг розробляти одну композицію в декількох різних варіантах. Так, композиція «Свято на річці Нева» була створена і як книжкова ілюстрація, і як станкова ліногравюра, і як живопис олійними фарбами. Створені в різні роки, ці твори відрізнялись деталями та колористичним характером, кожен раз різним.
В останні роки життя звернувся до живопису олійними фарбами та до створення портретів. Створив цикл фантазійних картин умовного світу, найкращою в серії стала картина «Місяць наближається до Землі», подана через пустельну вулицю Санкт-Петербурга вночі. Художник взагалі багато малював рідне місто, через нього розпізнаючи себе, вітчизняну і всесвітню історію і світ. Улюблені теми митця - Санкт-Петербург початку 18 ст, первісна забудова тодішнього міста, вітрильники. Він полюбляв море і морську романтику, був знайомим з морськими офіцерами, відтворював море і річку Неву в різні пори року в стилістиці ретроспективізму.
Майстерня художника була розташована неподалік Ісаакіївського собору.
Був одружений. Дружина - Яхніна Тамара Рафаїловна. Подружжя мало доньку Світлану.
Помер в Санкт-Петербурзі.

## Яхнін як художник книги
За першою освітою Яхнін — художник книги. За всі роки творчості майстер створив ілюстрації до майже п'ятдесяти різних видань, серед яких —
- «Воскова персона» (Тинянов Ю.)
- «Пітерські умільці» (Вересов А.)
- «Бріг «Меркурій» (Черкашин Г.)
- «Вітрила над хвилями» (Внуков Н.)
- «Ракета і травинка» (Єфимовський Є.)

Художник мав декілька персональних виставок і отримав визнання при житті. Твори митця розійшлися містами Росії та інших країн світу, їх зберігають державні і приватні збірки Німеччини, України, Італії, Ізраїлю, Сполучених Штатів, Нідерландів, Франції тощо.

## Вибрані твори
- «Свято на річці Нева», живопис
- «Вітрильник прибув», живопис, 1992, збірка Джорджа Фішера, Рим
- «Свято на річці Нева», ліногравюра кольорова
- «Адміралтейська верф», ліногравюра чорно-біла
- «У пертовської Кунсткамери»
- «Нева взимку. Початок 18 ст.»
- «Святогірський монастир. Псковщина»
- «Чекання»
- «Німота»
- «Місяць наближається до Землі», фантазійний живопис
- «Біла ніч», фантазійний живопис
- «Мистецтвознавці-щури», сатиричний живопис
- «Портрет доньки Світлани Яхніної»
- «Скрипаль Ольга Мартинова»
- «Портрет Юлії Котляревської», 1990, збірка Ю. Котляревської, Париж
- «Утопія IV. Подвійний фонтан», 1991